# Kamienica Franciszka Łapińskiego
Kamienica Franciszka Łapińskiego – zabytkowa neorenesansowa kamienica znajdująca się w Al. Jerozolimskich 55 róg ul. Pankiewicza w warszawskiej dzielnicy Śródmieście.

## Opis

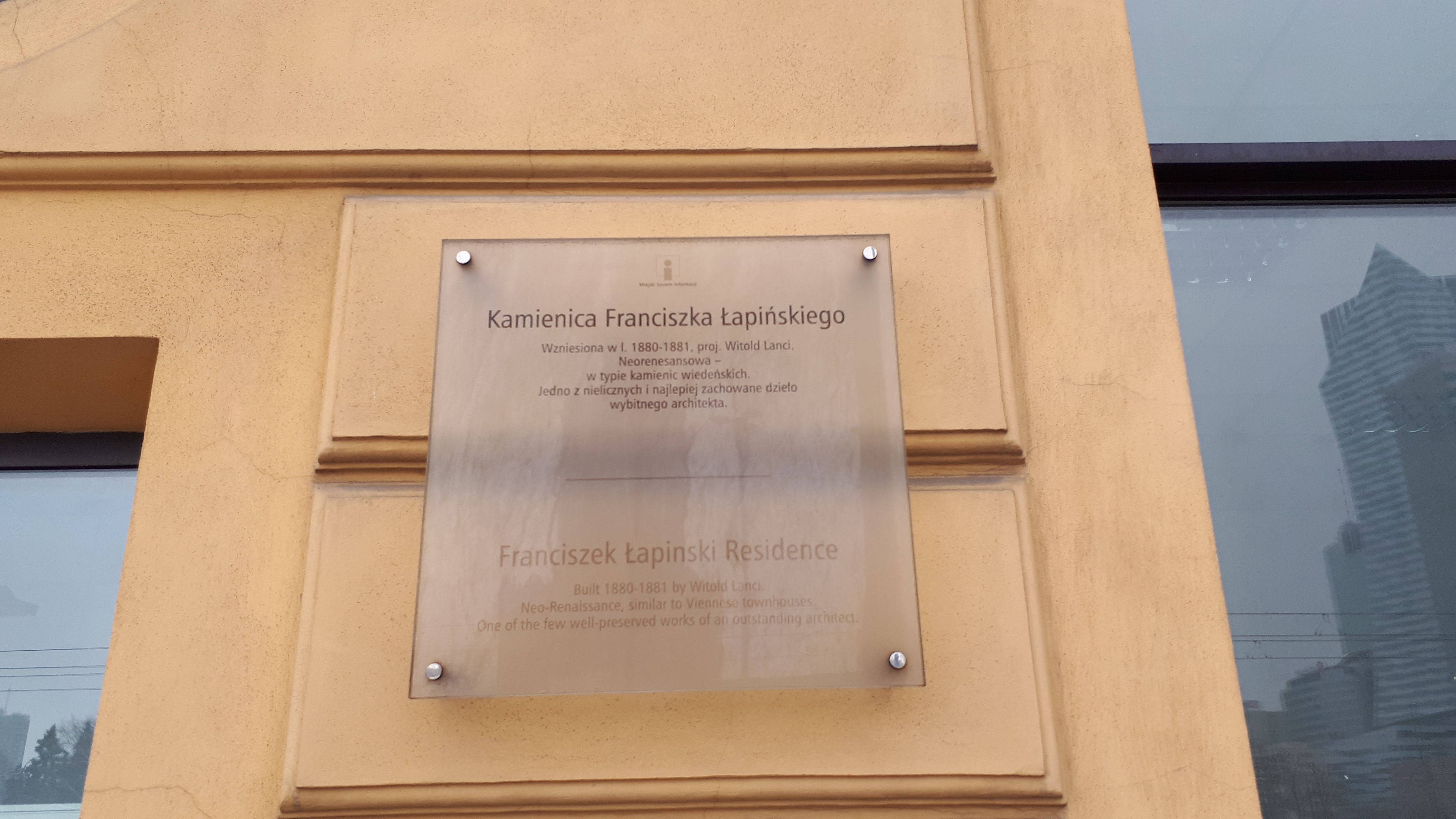
Tablica informacyjna na kamienicy

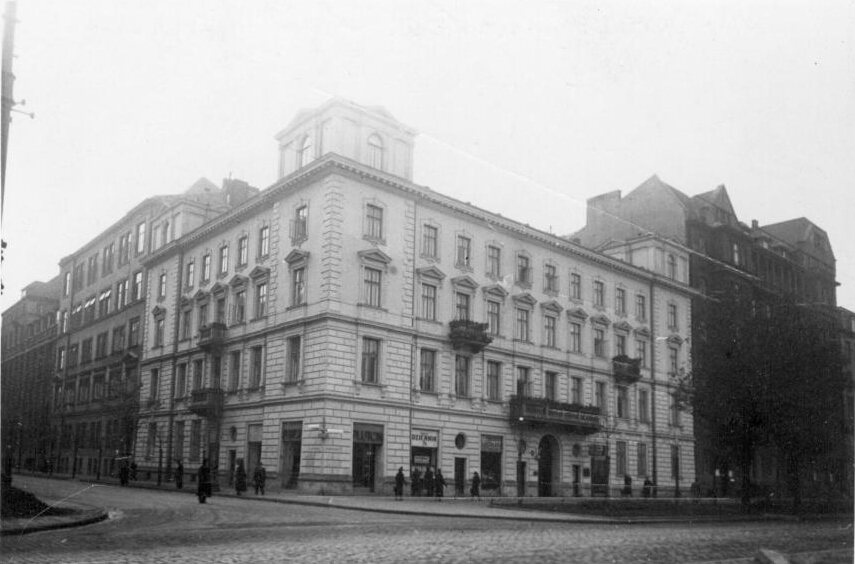
Kamienica w 1938 roku

Kamienica została wybudowana w latach 1880–1881 dla warszawskiego kupca Franciszka Łapińskiego. Budynek w stylu eklektycznego neorenesansu zaprojektował Witold Lanci. Narożna elewacja kamienicy charakteryzuje się ryzalitami bocznymi zwieńczonymi trzema belwederkami z zapożyczeniami z architektury wiedeńskiej. Okna zamknięte trójkątnymi naczółkami charakterystycznymi dla neorenesansu. Kamienica jest jedyną znaną i w pełni zachowaną autorstwa Lanciego. Franciszek Łapiński był dziadkiem znanego profesora matematyki Uniwersytetu Warszawskiego. Wacław Sierpiński, bo o nim mowa, był synem Ludwiki z Łapińskich oraz Konstantego Sierpińskiego. W roku 1994 kamienica została wpisana do rejestru zabytków, a w latach 2007–2008 przeszła remont elewacji. Obecnie w budynku mieszczą się lokale usługowe i biura.